# Przyłuccy herbu Ślepowron

Herb Ślepowron

Przyłuccy herbu Ślepowron – polski ród szlachecki osiadły na terenach litewskich.

## Etymologia nazwiska
Przyłucki jest nazwiskiem odmiejscowym, a konkretniej od Przyłuk w gminie Międzyrzec Podlaski lub od Przyłuk (dziś Prełuki) w gminie Komańcza .

## Historia
Kacper Przyłucki, należący do tego rodu, został odnotowany w dokumentach w 1659 roku, kiedy to otrzymał w dzierżawę miejscowości Sławogóry i Ostrowy. Kolejny Przyłucki o imieniu Antoni, pełnił funkcję cześnika możyrskiego w 1730 roku. Nieznany z imienia Przyłucki herbu Ślepowron był szambelanem króla Stanisława Augusta, a także komisarzem do zbierania ofiar z pow. kamienieckiego w 1788 roku.
Znane są do dziś imiona należącej do tego rodu wylegitymowanej szlachty w Świętym Cesarstwie Rzymskim podczas trwającej Heroldii, która została następnie zapisana do ksiąg szlachty guberni grodzieńskiej. Wśród niej widnieją imiona; Franciszek, syn Ignacego, z synami: Janem, Michałem i Wincentym. Tadeusz, syn Jana, z synem Józefem i Franciszek, syn Mikołaja, z synami: Adamem, Ludwikiem, Zenonem, Kazimierzem i Konstantym wylegitymowanie w 1845 roku. Kazimierz, Mikołaj i Ignacy, synowie Mateusza, z potomstwem. Jan, Antoni i Gabryel, synowie Tomasza, wnukowie Tomasza. Franciszek, syn Pawła, wnuk Michała. Paweł i Bazyli, synowie Jana, wnukowie Pawła. Wincenty, Ignacy i Mikołaj, synowie Gabriela, wnukowie Pawła. Jan i Antoni, synowie Józefa, wnukowie Tomasza. Adam, syn Antoniego, wnuk Tomasza. Józef, Wojciech, Leon i Efim, synowie Mikołaja, wnukowie Jakuba wylegitymowani w 1846 roku. Antoni, syn Jana wylegitymowany w 1854 roku. Kazimierz, syn Antoniego. Józef syn Kacpra i Kazimierz i Feliks, synowie Karola wylegitymowani w 1863 roku.
Kazimierz Przyłucki, syn Stefana Przyłuckiego, wraz ze swoimi dziećmi został zapisany do ksiąg szlachty guberni kijowskiej w 1802 roku. Antoni, Kaźmierz i Paweł Przyłuccy, synowie Mikołaja, zostali zapisani w tej samej guberni w 1803 roku.